# Zakubanski
Zakubanski (del ruso: Закубанский) es un jútor del raión de Temriuk del krai de Krasnodar del sur de Rusia. Está situado en el delta del Kubán y la península de Tamán, junto al antiguo cauce principal del río Kubán (que desemboca en el mar Negro, el Stáraya Kubán, 8 km al sur de Temriuk y 124 km al oeste de Krasnodar, la capital del krai. No tenía población permanente en 2010.
Pertenece al municipio Krasnostrelskoye.